# 15e régiment de hussards (Autriche-Hongrie)
Pour les articles homonymes, voir 15e régiment.
« 10e régiment de dragons (1867-1873) » redirige ici. Pour le régiment d'après 1873, voir 10e régiment de dragons (Autriche-Hongrie).
Le 15e régiment de hussards, connu à partir de 1898 comme 15e régiment de hussards « archiduc François Salvator », est une unité de l'Armée commune austro-hongroise. Cette unité est créée en 1701 par Christian-Ernest de Brandebourg-Bayreuth et est dissoute en 1918.

## Création et différentes dénominations
- 1701 : régiment de dragons « Bayreuth »[1]
- 1798 : 7e régiment de dragons légers[1]
- 1802 : 2e régiment de dragons[1]
- 1860 : 10e régiment de cuirassiers[1]
- 1867 : 10e régiment de dragons[1]
- 1873 : 15e régiment de hussards[1]